# Giōrgos Alexopoulos
Giōrgos Alexopoulos (in greco: Γιώργος Αλεξόπουλος; Atene, 7 febbraio 1977) è un allenatore di calcio ed ex calciatore greco, di ruolo difensore.

## Carriera

### Club
Durante la sua carriera ha giocato con varie squadre di club, tra cui anche il Panathīnaïkos, con cui conta 45 presenze e 3 gol.

### Nazionale
Conta 4 presenze con la nazionale greca.